# Moto Morini 3½
La Moto Morini 3 ½ è una motocicletta prodotta dalla casa motociclistica italiana Moto Morini tra il 1973 e il 1983.

## Storia
La 3 ½ nasce in un periodo di cambiamenti per il mercato motociclistico italiano e mondiale, ma anche per la Moto Morini: nel 1969, infatti, era deceduto il fondatore della Casa bolognese, Alfonso Morini. Per rispondere alle sfide lanciate dai costruttori italiani ed esteri, la Morini decise di mettere in cantiere una nuova serie di modelli che potessero aver presa sul pubblico e che fossero semplici da produrre. A progettare questi nuovi mezzi fu chiamato l'ingegner Franco Lambertini, ex Ferrari, che si era già distinto in Morini rivisitando, nel 1970, il motore del Corsaro Regolarità. Il primo prototipo della nuova serie di moto venne esposto al Salone di Milano del 1971, per entrare in produzione nel 1973.
La "3 ½", come venne battezzata la nuova Morini, prendendo il nome dalla cilindrata di 350 cm³, era spinta da un bicilindrico a V di 72° (angolazione scelta da Lambertini come miglior compromesso tra vibrazioni, ingombro, peso e compattezza del motore) ad aste e bilancieri, dotato di testate Heron a testa piatta, già viste sui Corsaro Regolarità. Il cambio era a 6 rapporti (uno dei primi su moto di serie). Il motore presentava inoltre un disassamento tra i due cilindri, con quello posteriore sfalsato di 5 centimetri per favorirne il raffreddamento. Il motore venne volutamente concepito secondo il principio di "modularità", in modo da poter ricavare, partendo dalla stessa architettura di base, diverse cilindrate: questa caratteristica verrà enfatizzata negli anni seguenti, quando la Moto Morini deriverà dal motore della 3 ½ diversi altri motori, monocilindrici e bicilindrici, da 125 a 500 centimetri cubi (basti pensare che i valori di alesaggio e corsa del modello 500 bicilindrico erano identici a quelli del 250 monocilindrico) con cui equipaggerà tutti i suoi modelli fino alla chiusura della Casa bolognese, avvenuta nel 1992.
Al lancio la 3 ½ era disponibile nella sola versione Standard, di impostazione turistica (nota anche come "GT" o, per l'esportazione, come "Strada"). Già nel 1974, però, venne lanciata la versione Sport, con motore potenziato a 39 CV a 8500 giri/min (anziché i 35 a 8200 della Standard), semimanubri, sella sportiva, freno anteriore a tamburo di maggiori dimensioni (230 mm anziché 200) e varie altre modifiche estetiche e meccaniche. La 3 ½ si dimostrò all'altezza della concorrenza sia a due che a quattro tempi: la Standard arrivava a 166 km/h, mentre la Sport superava di poco i 170, in entrambi i casi con ridotti consumi di carburante.
La 3 ½ venne aggiornata con il passare del tempo: nel 1976 il freno anteriore divenne a disco, mentre successivamente arriveranno cerchi in lega e, per la Sport, un cupolino con un accenno di carenatura. La carriera della 3 ½ terminerà nel 1983 con il lancio della 350 K2, rivisitazione della 3 ½.
Durante l'EICMA 2024 è stata presentata al pubblico una nuova Morini 3 ½ che riprende in chiave moderna gli stilemi del modello classico.

## Fonti
- Luigi Corbetta, Prima di lei, nessuna - Motociclismo d'Epoca - 8-9/2003, Edisport, Milano